# Thylogale lanatus
El pademelón de montaña (Thylogale lanatus) es un marsupial diprodonto miembro del género Thylogale. Habita únicamente en Papua Nueva Guinea.